# قائمة مقاطعات الدار البيضاء

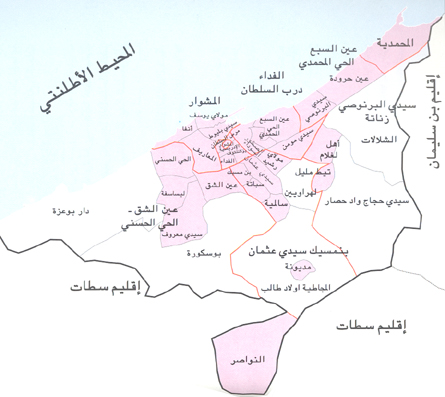
خريطة جهة الدار البيضاء الكبرى

أصبحت الدار البيضاء تشكل ما يعرف بحاضرة (الميتروبول). وتعتبر الدار البيضاء مركز نشاطات متنوعة تجعل منها الحاضرة الاقتصادية الأم على مستوى المغرب، من حيث النشاط الاقتصادي خاصة على مستوى قطاعي الصناعة والخدمات.
ورغم النمو الاقتصادي فالمدينة تعرف تناقضات كبيرة بين أحياء راقية مجهزة جيدا، أمنيا وعلى مستوى البنية التحتية، تسكنها طبقة ميسورة، وأحياء ناقصة التجهيز وضعف المستوى الأمني، من خلال ارتفاع نسبة الجريمة، تسكنها الطبقة المتوسطة وما تحت المتوسطة. وأحياء هامشية أو صفيحية تسكنها طبقة فقيرة وتنعدم وتكثر فيها شتى المشاكل والإشكاليات الاجتماعية.

## القائمة
يتألف المغرب إدارياً من 16 جهة ويرأس الجهة والٍ. وكل جهة تقسم إلى عدة أقاليم وعمالات، وتقسم جهات المغرب الستة عشر إلى سبعين إقليما وعمالة.
تضم ولاية جهة الدار البيضاء الكبرى أربع عمالات، وكل عمالة تنقسم إلى مقاطعات:
- عمالة الدار البيضاء
- عمالة المحمدية
- إقليم النواصر
- إقليم مديونة

أما مقاطعات مدينة الدار البيضاء فهي كالتالي:
| الصورة | الاسم                      | الوصف/عدد السكان عام 2004 |
| ------ | -------------------------- | --- |
|        | مقاطعة أنفا                | تضم المدينة العتيقة للدار البيضاء - 95.539 نسمة |
|        | مقاطعة المعاريف            | 180.394 |
|        | مقاطعة سيدي بليوط          | 218.918 - تضم قبة سيدي بليوط وهي معلم تاريخي سياحي ومكان دفن الولي عمر بن هارون المديوني والملقب بسيدي بليوط أو بوليوث (أبو الليوث). توجد في ضريح قبة سيدي بليوط نافورة. |
|        | مقاطعة الفداء              | 186.754 |
|        | مقاطعة مرس السلطان         | 145.928 |
|        | مقاطعة عين السبع           | 155.489 |
|        | مقاطعة الصخور السوداء      | 104.310 |
|        | مقاطعة الحي المحمدي        | 156.501 |
|        | مقاطعة الحي الحسني         | 323.944 |
|        | مقاطعة عين الشق            | 253.600 |
|        | مقاطعة سيدي البرنوصي       | 165.324 |
|        | مقاطعة سيدي مومن           | 289.253 |
|        | مقاطعة ابن امسيك           | 163.052 |
|        | مقاطعة سباتة               | 122.827 |
|        | مقاطعة مولاي رشيد          | 207.624 |
|        | مقاطعة سيدي عثمان          | 176.983 |
|        | مقاطعة مشوار الدار البيضاء | 3.365 نسمة |